# Kingmanov greben
Kingmanov greben, izvorno angleško 'Kingman Reef', je 1 km² velik tropski koralni greben v severnem Tihem oceanu, približno na pol poti med Havaji in Ameriško Samoo.
Koordinate grebena so  6°24′N, 162°24′W. Greben nadzoruje in zanj skrbi Vojna mornarica ZDA, tako da je zaprt za javnost. Kingman Reef je nevključeni in neorganizirani teritorij ZDA.